# Грегуар, Тьери
Тьери́ Грегуа́р (фр. Thierry Gregoire; род. Шарлевиль-Мезьер, Франция) — французский певец, контратенор, преподаватель пения в Консерватории Пуатье

## Биография
Учился Грегуар в Национальной Музыкальной школе Шарлевиль-Мезьер, где он выиграл 1-й приз в классе Жозет Барро (фр. Josette Barreaud). Он также учился у Джеймса Боумана, Пола Эсвуда, Анри Лёдруа, Margreet Honig и Hubert Weller. По предложению Анри Лёдруа он участвовал в прослушивании к спектаклю Комеди Франсез «Мещанин во дворянстве» Люлли, по комедии Мольера. Таким образом, он выступал более чем в 350 спектаклях, чем привлёк внимание к своей персоне таких дирижёров как Жан-Клода Мальгуара, Кристофа Руссе, Джонатана Дарлингтона и Марка Минковски. У Минковски он исполнял главную роль в оратории Алессандро Страделлы Святой Иоанн Креститель, Dixit Dominus Генделя и Коронацию Поппеи Монтеверди. Также под управлением Минковски в 1999 году была сделана запись оперы Глюка Армида.
Выступал на фестивалях музыки: Экс-ан-Прованский оперный фестиваль, Фестиваль барочной оперы в Боне, Festival d'Ile de France (Париж), Festival d'Art Sacré de la Ville de Paris и Венский фестиваль (Вена). Грегуар также выступал на международных сценах в Нью-Йорке, Вене, Амстердаме, Токио, Париже, давал концерты в Европе, Марокко, Индии и Австралии.
В 2003 выступал в серии европейских концертов с меццо-сопрано Магдаленой Коженой. В марте 2004 года французский музыкальный журнал Classica представил его на французской радиостанции Classica и включил его CD-диск Тьери Грегуар поёт Вивальди и Генделя в лист станции. С 2005 Грегуар преподаватель класса вокала в Национальной Музыкальной школе Шарлевиль-Мезьер.

## Награды
- 1989 лауреат Фонда Иегуди Менухина
- 2001 Czech Crystal Award, Golden Prague International Television Festival — Лучшая запись концерта-представления (опера, оперетта, балет, танец, музыкальность), Магдалена Кожена и Тьерри Грегуар, Чешское телевидение, Телевизионная студия Брно, Чешская республика[5].

## Цитаты
- «Тьери Грегуар имеет богатый, глубокий и подвижный голос» — Le Monde de la Musique
- «Тьери Грегуар имеет идеальный голос Ottone» — Sergio Segalini — музыковед и в прошлом артистический директор Ла Фениче.

## Дискография
CD
- Монтеверди — Орфей (Pastore), дирижёр — Жан-Клод Мальгуар
- Гендель — Агриппина (Ottone), дирижёр — Жан-Клод Мальгуар
- Вивальди — Тито Манльо (Decio), дирижёр — Federico Maria Sardelli
- Вивальди — Роланд Фуриозо (Ruggiero), дирижёр — Federico Maria Sardelli
- Глюк — Армида, дирижёр — Марк Минковски
- Люлли — Ацис и Галатея, дирижёр — Марк Минковски
- Кавалли — Requiem, дирижёр — Françoise Lasserre
- Палестрина — Madrigaux, дирижёр — Françoise Lasserre
- Каванна — Raphael, reviens!

DVD
- Монтеверди — Коронация Поппеи, дирижёр — Марк Минковски, (Экс-ан-Прованский оперный фестиваль)
- Гендель — Агриппина (Ottone), дирижёр — Jean-Claude Malgoire
- Монтеверди — Орфей (Pastore), дирижёр — Jean-Claude Malgoire